# Salix mucronata
Salix mucronata är en videväxtart. Salix mucronata ingår i släktet viden, och familjen videväxter.

## Underarter
Arten delas in i följande underarter:
- S. m. capensis
- S. m. hirsuta
- S. m. mucronata
- S. m. subserrata
- S. m. wilmsii
- S. m. woodii

## Bildgalleri

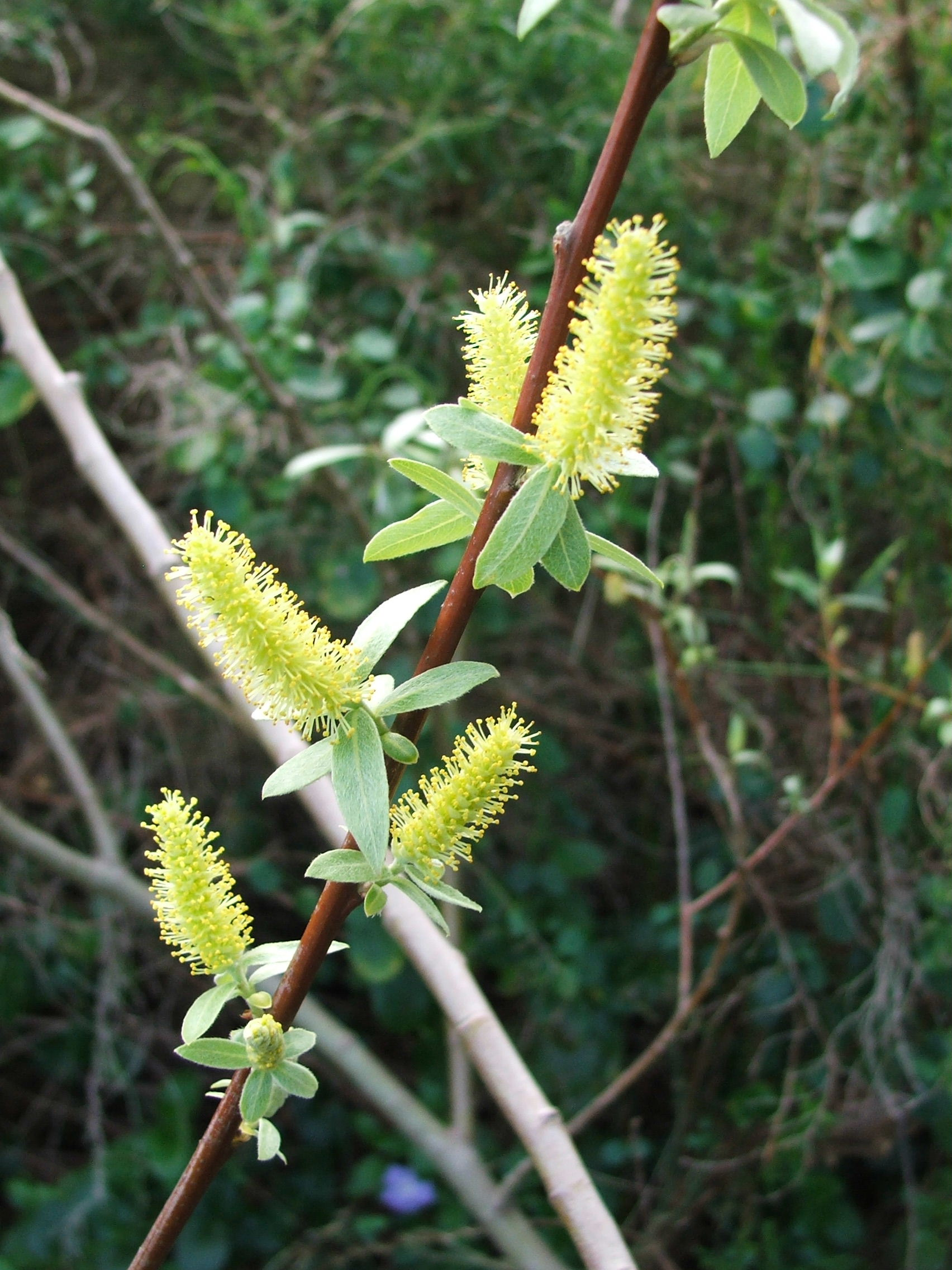